# Битва при Чэнпу
Битва при Чэнпу 城濮之戰 — сражение между древнекитайскими царствами Цзинь и Чу в период Чуньцю. Согласно хронике «Цзо-чжуань» датируется 4-м днём 4-го месяца 632 г. до н. э. Это первая подробно описанная в китайских анналах битва и, соответственно, первое известное по письменным источникам крупное вооружённое столкновение между государствами долин Хуанхэ и Янцзы. Победа цзиньского князя Вэнь-гуна не позволила царству Чу распространить своё влияние на север от Хуанхэ и завершить объединение Китая. 
Точное место битвы не известно. Победа Вэнь-гуна принесла ему титул гегемона.